# Les Amies de Miami
Les Amies de Miami est une série télévisée franco-canadienne, en 26 épisodes de 26 minutes, créée par Denis Héroux et diffusée à partir du 5 septembre 1988 sur TF1.

## Synopsis
Cette série met en scène les mésaventures de trois femmes (une Française, une Italienne et une Québécoise) qui partagent un appartement à Miami.

## Fiche technique
- Réalisateur : Philippe Galardi
- Genre : Comédie
- Durée : 1 saison - 26 épisodes de 26 minutes

## Distribution
- Catherine Allégret : Fancho
- Ghislaine Paradis : Marie
- Elisabeth Margoni : Gina
- Gérard Loussine : Victor
- Salvatore Ingoglia : Ricardo
- Steve Gadler : Lieutenant Chumley
- Michel Francini : Hubert de Carantec
- Eric Le Boloc'h : Marcel
- Lionel Rocheman : Andy Bolkon